# Дорназа альфа
Дорназа альфа — (рекомбинантная человеческая ДНК-аза) — лекарственное вещество, генно-инженерный вариант природного фермента человека, который расщепляет внеклеточную ДНК и применяется в симптоматической терапии муковисцидоза у взрослых и детей до 5 лет.
Дорназа альфа был впервые зарегистрирован в США в 1993 году, и уже более 20 лет, по оценке пульмонологов из разных стран, продолжает оставаться наиболее эффективным и безопасным препаратом для лечения муковисцидоза. Сегодня в США дорназа альфа применяют более 80 % пациентов с муковисцидозом старше 6 лет (согласно данным 2013 года — 9 из 10 таких пациентов). Патент на препарат принадлежал американской биотехнологической компании «Дженентек» (Genentech Inc.), которая затем вошла в группу компаний Roche. Первый в мире биоаналог дорназы альфа был создан российской компанией «Генериум» и зарегистрирован в мае 2019 года.

## История создания дорназы альфа
Мокрота, скапливающаяся в легких больных муковисцидозом, представляет собой особую субстанцию — вязкий полианион, скопления внеклеточной ДНК, который образуется после гибели огромного количества лейкоцитов в легочной ткани — таким образом иммунная система пациента пытается противостоять возбудителям многочисленных инфекций, развитие которых при муковисцидозе неизбежно из-за застойных явлений в органах дыхания.
Во второй половине XX века обнаружили, что бычья панкреатическая ДНКаза способна расщеплять внеклеточную ДНК мокроты, скапливающуюся в легких больных муковисцидозом — это снижало вязкость мокроты и облегчало её отхождение. Однако попытки использовать бычью панкреатическую ДНКазу для симптоматического лечения муковисцидоза потерпели неудачу, поскольку синтезированное вещество обладало очень высоким аллергенным потенциалом.
Ситуация изменилась с появлением усовершенствованием методов генной инженерии. В конце 80-х годов XX века специалисты американской биотехнологической компании Genentech Inc. предприняли попытку синтеза человеческой ДНКазы. Группe из 25 исследователей под руководством профессора Стивена Шэка (Stephen Shak) удалось реализовать этот проект в 1988 году, разработав в результате генно-инженерный вариант природного фермента человека, который расщепляет внеклеточную ДНК. Активное вещество получило название дорназа альфа. В 1990 году компания Genentech начала клинические испытания препарата, а уже в 1993 году Управление по контролю качества пищевых продуктов и лекарственных препаратов США (FDA) одобрило его клиническое применение.

## Применение и действие дорназы альфа
Дорназа альфа (торговые наименования Пульмозим/Pulmozyme и Тигераза/Tigerase) — препарат, обладающий муколитическими и отхаркивающими свойствами. Дорназа альфа действует по принципу рекомбинантной человеческой ДНазы, фермента, обладающего способностью расщеплять внеклеточную ДНК, который в норме присутствует в сыворотке крови человека.
Особенности течения муковисцидоза требуют регулярного (ежедневного) проведения муколитической терапии в качестве симптоматического лечения. Дело в том, что накопление вязкого гнойного секрета в дыхательных путях играет роль в нарушении функции внешнего дыхания и в обострениях инфекционного процесса у больных муковисцидозом. Гнойный секрет содержит очень высокие концентрации внеклеточной ДНК — вязкого полианиона, высвобождающегося из разрушающихся лейкоцитов, которые накапливаются в ответ на инфекцию. In vitro дорназа альфа гидролизирует ДНК в мокроте и выражено уменьшает вязкость мокроты при муковисцидозе.
До разработки дорназа альфа врачи не располагали надежным лекарственным средством, которое бы обеспечивало эффективную муколитическую терапию. Дорназа альфа улучшает функцию легких пациентов с муковисцидозом (в комбинации со стандартной терапией). Также получены данные об эффективности препарата при некоторых других заболеваниях (ателектаз у недоношенных детей), а также при хроническом риносинусите у пациентов муковисцидозом (в этом случае дорназа альфа вводится в полость носа). Препарат вводят при помощи небулайзера (для введения дорназа альфа не подходят ультразвуковые небулайзеры, поскольку они могут инактивировать активное вещество или изменить свойства аэрозоля).
В сочетании с дексаметазоном терапия дорназой альфа с помощью небулайзера, значительно уменьшая воспаление у пациентов с тяжелой пневмонией, вызванной COVID-19, приводила к более ранней выписке пациентов из больницы.
После начала терапии дорназой альфа, как и любым аэрозолем, функция легких может несколько снизиться, а отхождение мокроты — возрасти.

## Противопоказания и передозировка
Противопоказанием к использованию препарата дорназа альфа является повышенная чувствительность к действующему веществу препарата или его компонентам.

## Взаимодействие с другими лекарственными средствами
Дорназа альфа совместима со стандартными препаратами, в том числе предназначенных для лечения муковисцидоза: антибиотиками, бронхолитиками, пищеварительными ферментами, витаминами, ингаляционными и системными глюкокортикостероидами и анальгетиками.

## Побочные эффекты
Нежелательные реакции при лечении препаратом дорназа альфа возникают редко (менее чем в 1 случае на каждую 1 000 больных), в большинстве случаев слабо выражены, носят преходящий характер и не требуют коррекции дозы. Нежелательные явления, приведшие к полному прекращению лечения препаратом дорназа альфа, наблюдались у очень небольшого числа больных, а частота прерывания терапии была сходной при назначении плацебо (2 %) и дорназы альфа (3 %). Нарушения со стороны органа зрения: конъюнктивит. Нарушения со стороны дыхательной системы, органов грудной клетки и средостения: изменение голоса, одышка, фарингит, ларингит, ринит (все не инфекционной природы), инфекции дыхательных путей, в том числе вызванные Pseudomonas, увеличение бронхиального секрета. Нарушения со стороны желудочно-кишечного тракта: диспепсия. Нарушения со стороны кожи и подкожных тканей: сыпь, крапивница.
Общие расстройства: боль в груди (плевральная/не кардиогенная), пирексия, головная боль.
Влияние на результаты лабораторных и инструментальных исследований: снижение показателей функции дыхания. Пациенты, у которых возникают нежелательные явления, совпадающие с симптомами муковисцидоза, могут, как правило, продолжать применение препарата.